# Constancio Miranda Weckmann

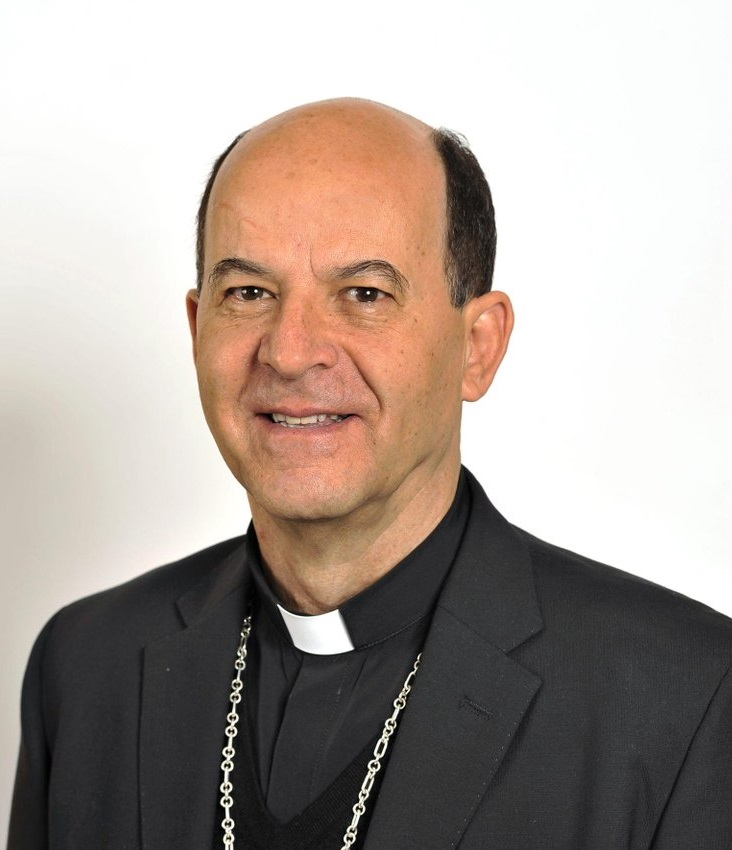
Constancio Miranda Weckmann (2018)

Constancio Miranda Weckmann (* 15. September 1952 in Las Cruces) ist Erzbischof von Chihuahua.

## Leben
Der Prälat von Madera, Justo Goizueta Gridilla OAR, weihte ihn am 30. September 1977 zum Priester.
Papst Johannes Paul II. ernannte ihn am 27. Juni 1998 zum Bischof von Atlacomulco. Der Apostolische Nuntius in Mexiko, Justo Mullor García, spendete ihm am 4. August desselben Jahres die Bischofsweihe; Mitkonsekratoren waren Juan Guillermo López Soto, Bischof von Cuauhtémoc-Madera, und Ricardo Guízar Díaz, Erzbischof von Tlalnepantla. Als Wahlspruch wählte er Cristo Vence.
Am 29. September 2009 wurde er von Papst Benedikt XVI. zum Erzbischof von Chihuahua ernannt und am 19. November desselben Jahres in das Amt eingeführt. Nach dem Tod Bischof José Andrés Corral Arredondos war er vom 5. Januar 2012 bis zur Ernennung eines Nachfolgers am 27. Juni 2012 Diözesanadministrator von Parral.